# Assemini
Assemini (AFI: [asˈsεmini]; Assèmini in sardo) è un comune italiano di 25 525 abitanti della città metropolitana di Cagliari in Sardegna. È classificato secondo gli standard turistici come "Paese di antica tradizione della ceramica".

## Geografia fisica

### Territorio

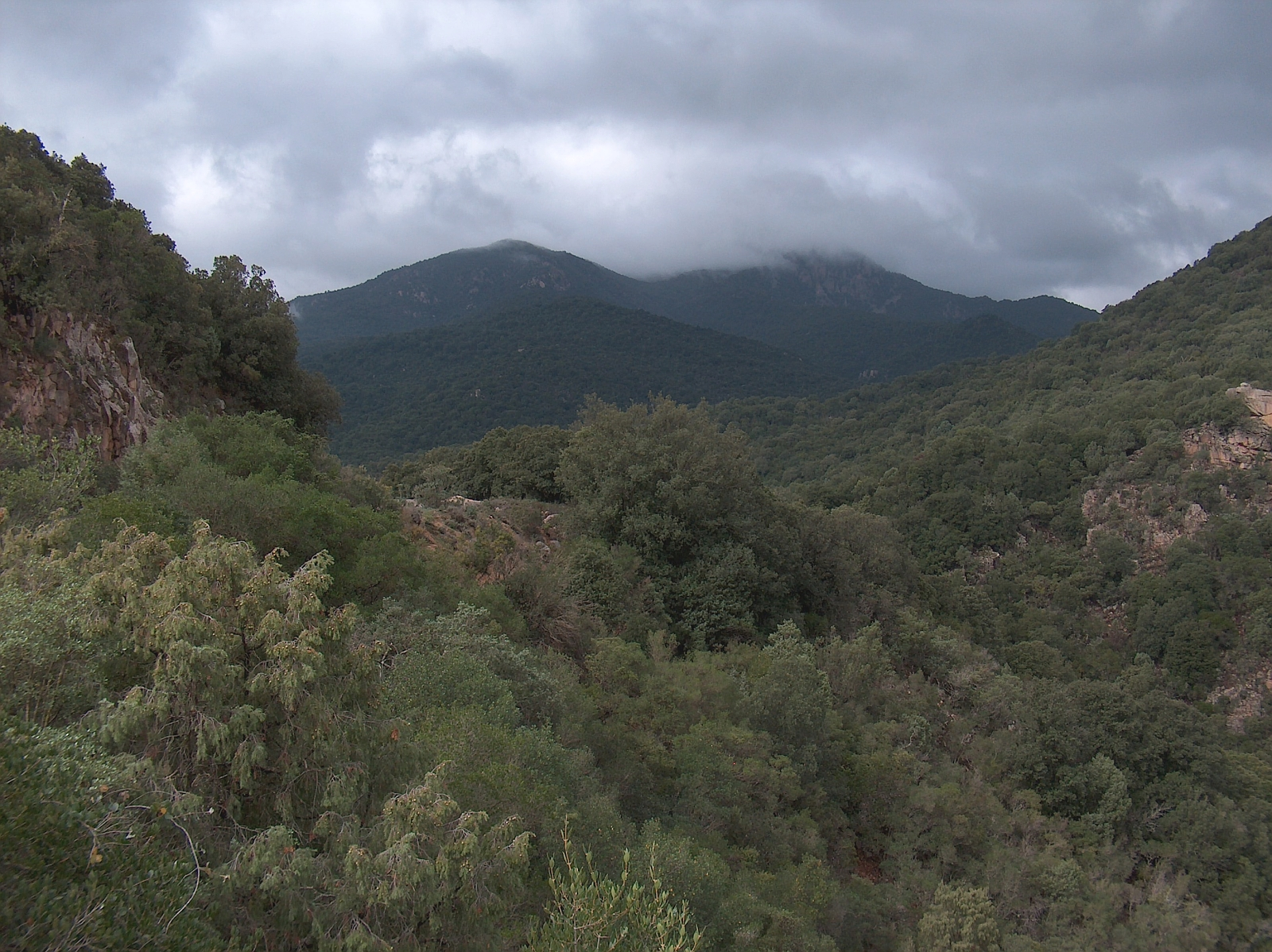
Vista del Monte Lattias dalla gola di Gutturu Mannu

La cittadina sorge nella pianura del rio Cixerri, del Flumini Mannu e del rio Sa Nuxedda appena a nord dello stagno di Santa Gilla.
Il territorio comunale è abbastanza vasto in confronto alla dimensione del centro abitato in quanto comprende un'isola amministrativa distaccata. L'isola è principalmente costituita da boschi incontaminati immersi nella suggestiva vallata di Gutturu Mannu (termine sardo per "grande gola") a sua volta facente parte del parco del Sulcis: la zona è oggetto di interesse naturalistico in quanto habitat naturale di specie quali il cervo sardo e l'aquila reale, oltre che archeologico per il ritrovamento di numerosi reperti di epoca romana che fanno supporre l'esistenza di un oppidum. In seguito all'individuazione di una strada che costeggia il Flumini Mannu tuttora visibile, si ipotizza inoltre che l'antico centro abbia intrattenuto rapporti con il porto punico di Nora.

## Origini del nome
L'origine del nome del comune è tuttora dubbia ed estremamente controversa. Benché siano state avanzate varie ipotesi, prevale oggi la tesi che si rifà alla Carta della Sardegna, realizzata nel 1589 dal geografo e cartografo fiammingo Mercatore: in essa è individuata una "Arx Muni", cioè "villaggio fortificato"; l'indicazione si sarebbe via via corrotta in "Arse Muni" e successivamente in "Arsemini".
Secondo la teoria linguistica di Eduardo Blasco Ferrer – dove si dimostra che la lingua protosarda deriva dalla lingua protobasca e iberica – si può affermare che il toponimo potrebbe provenire dall'agglutinazione degli elementi *aŕs (minerale, montagna, roccia; si noti la somiglianza con *har-/*kar-) e -mini (suffisso produttivo nella toponomastica sarda: Barumini, ad esempio. Confrontare con il protobasco *bini: "lingua anatomica"). In questo caso, avremo *aŕs(e) + *mini → *Arsemini → Assemini.
La precedente ipotesi riguardo l'etimologia che prevede "Arx Muni" può essere una storpiatura latina dell'originale, che anzi attesta la presenza del morfema *aŕs /'ar:s/ per mezzo di /'arks/, poi evolutosi in *arse e successivamente in *asse. 
Per quanto riguarda *muni, è sicuramente evidente nel passaggio dal protosardo al sardo, cosiccome in altri casi, /i/ oscilli tra /u/. Dato che la sillaba accentata è la terzultima,come in altri toponimi quali Barumini (*baru + *mini), Cheremule (*keŕe + *mele) As|sè|mi|ni, allora la /u/ si è ridotta ad /i/.

## Storia
I numerosi ritrovamenti di epoca prenuragica e nuragica testimoniano che il territorio era già abitato dall'uomo in periodo preistorico. Fu un villaggio esistente probabilmente già in epoca cartaginese e sicuramente romana.
Nel medioevo appartenne al Giudicato di Cagliari e fece parte della curatoria del Campidano di Cagliari, detta anche di Civita. Passò poi sotto il controllo della Repubblica di Pisa e in seguito del Regno di Sardegna. Quando gli aragonesi nel 1355 convocarono il primo parlamento a Cagliari, Assemini ebbe i suoi rappresentanti e alcuni privilegi. Successivamente passò alla Contea di Quirra, feudo della famiglia dei Carroz, trasformata in marchesato nel 1606 sotto i Centelles, facendo parte della Baronia di San Michele. Fu riscattato nel 1839 agli Osorio, che erano succeduti ai Centelles.

### Simboli
Lo stemma e il gonfalone sono stati concessi al comune con D.P.R. del 16 aprile 1959.
Nello stemma compare un'anfora, retta da un treppiede, da cui escono due rami ricurvi verso il basso, uno d'olivo fogliato a sinistra e uno di vite fruttato a destra, poggiata su un terrazzo erboso. La banda sottostante azzurra è un chiaro riferimento al rio Cixerri e al Flumini Mannu, sulle cui sponde sorge il paese.
Il gonfalone è un drappo partito di bianco e di azzurro, con al centro lo stemma del comune, ricamato di ornamenti e dell'iscrizione Comune di Assemini in argento.

## Monumenti e luoghi d'interesse

### Architetture religiose

#### Chiesa di San Pietro

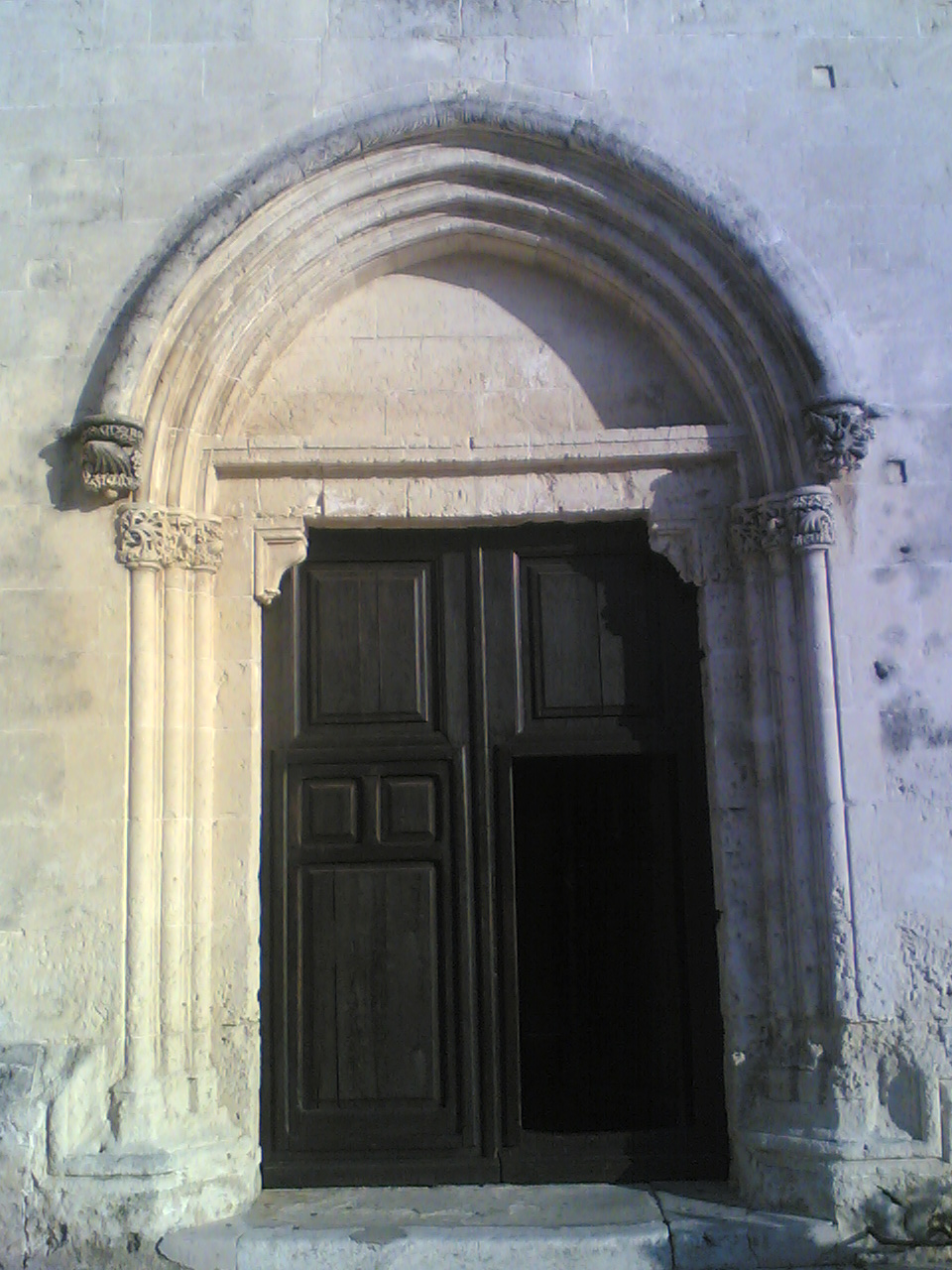
Chiesa di San Pietro (particolare). Il portale principale

- Chiesa di San Pietro - La chiesa parrocchiale di San Pietro Apostolo, patrono del comune, sorge nel centro storico di Assemini. La pianta è a navata unica con cappelle laterali in stile tardo gotico. L'edificio originario risale alla prima metà dell'XI secolo. La struttura della chiesa subì mutamenti importanti quando fu ricostruita nel XVI secolo in stile gotico catalano e nel XVIII secolo quando furono aggiunti la facciata squadrata e merlata e la parte inferiore del campanile, a base quadrata. L'ultima modifica significativa fu apportata nel Settecento quando fu aggiunta la parte superiore del campanile a base esagonale. A causa dell'incendio avvenuto nell'ottobre del 1982 seguirono diversi lavori di restauro per il tetto in legno, la pavimentazione, le aperture laterali e il presbiterio. Nel 2008 vengono ultimati i lavori di restauro.

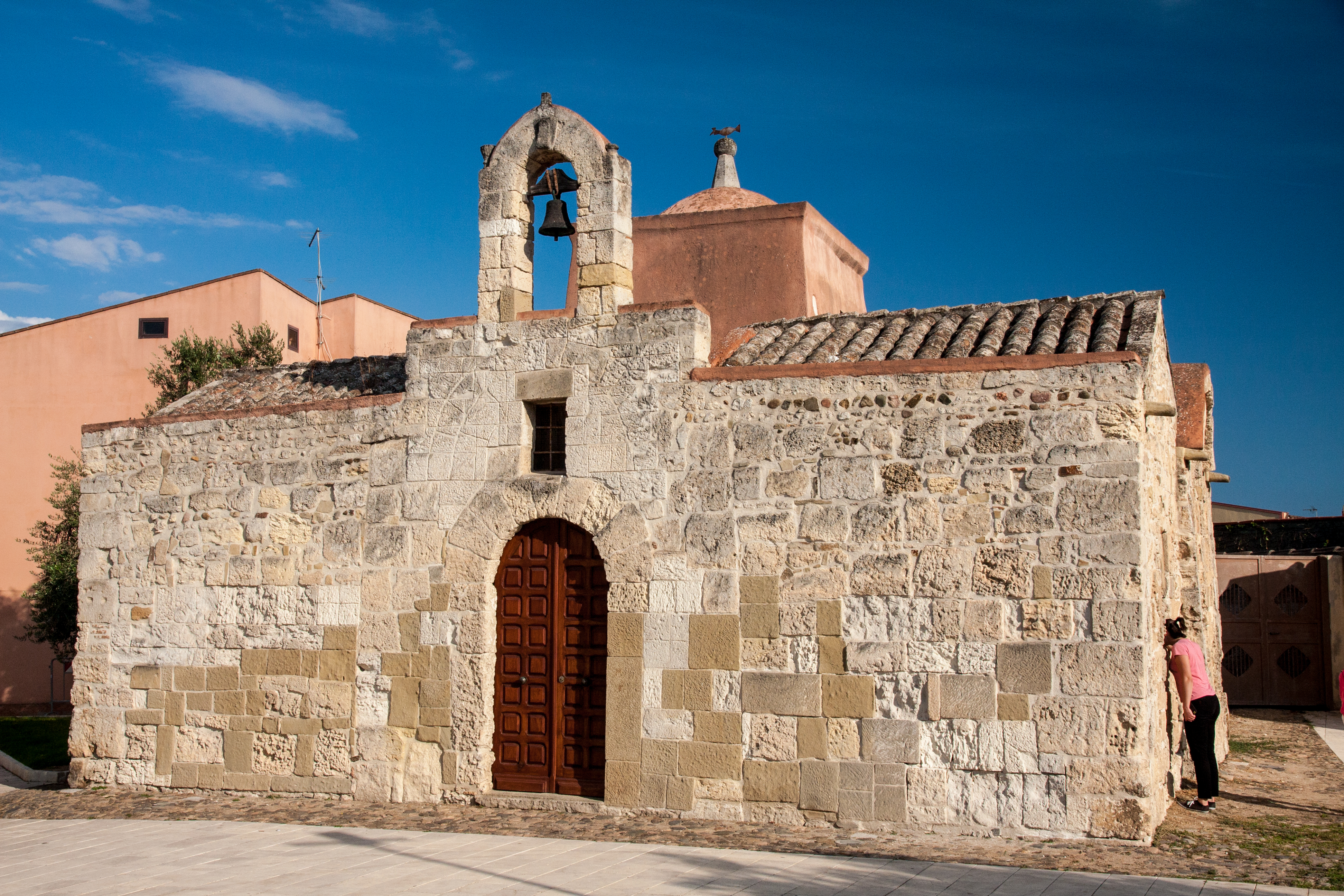
Chiesa di San Giovanni

#### Chiesa di San Giovanni
- Chiesa di San Giovanni - La chiesa e l'oratorio di San Giovanni Battista si trovano nel centro storico del comune. Si tratta di una costruzione preromanica eretta tra il IX e il X secolo, ha una pianta a croce inscritta in un quadrato con una cupola che si erge al centro, mentre i bracci sono voltati a botte; la facciata è realizzata in pietre calcaree. Questa chiesa di piccole dimensioni è fonte di grande interesse non solo per le sue caratteristiche strutturali, raramente riscontrabili in altre chiese italiane, ma anche per due iscrizioni greche risalenti al X-XI secolo (una probabilmente riferita al giudice di Cagliari Torchitorio e alla moglie Getite, e l'altra a Nispella, moglie di un secondo Torchitorio) e per il ritrovamento di elementi islamici (brocche battesimali, piatti decorati).

#### Chiesa di Sant'Andrea
- Chiesa di Sant'Andrea - La piccola chiesa dedicata all'apostolo Andrea si trova alla fine della via Sardegna a pochi metri dalla S.S. 130; nata come una chiesa campestre è ora inglobata dall'espansione urbana. I primi cenni storici sono attestati in un documento della diocesi di Cagliari del 13 maggio 1644. Dal documento del Provisor General e Giudice delle Cause Pie, si evince lo stato dei lavori sulla chiesa del glorioso santo pescatore. Si fa riferimento a un certo mossen Juannottu Orrù (capostipite della famiglia nobile Orrù), che per testamento della moglie Joana Angela Murtinu, ne dirige i lavori e chiede una dilazione di ulteriori sei mesi per completare l'opera poiché si trova in stato di povertà. Da un altro documento del 1669 sappiamo che la chiesa fu completata; si presenta in forme modeste e priva di decorazioni di rilievo, con una piccola aula alla quale, sulla sinistra è addossata una cappella. L'ingresso della chiesa, realizzato intorno al 1920/30 da parte della famiglia Sanna-Scalas, è composto da un loggiato ligneo con tettoia rivestita in coppi di laterizio tipico delle chiese rurali campidanesi, sorretto da 5 colonne in stile neoclassico. All'apice della facciata è collocata una semplice croce metallica, inserita tra i pilastrini del campanile a vela, crollato a causa del vento nel settembre del 1998. All'interno la copertura è a doppia falda, il portale è caratterizzato da un arco a tutto sesto sorretto da due piedritti monolitici che s'innalzano dalla base, la centina è lavorata a scanalature e su di questo è murato un cantonetto con un'iscrizione non identificabile. Nel 1967 la festa in onore al santo fu sospesa e la chiesa trascurata rischiò di andare in rovina; tra il 1984 e il 1985 su interessamento della famiglia Vincis e in collaborazione con il Comune si stanziò un finanziamento per la ristrutturazione. Dal 1984 la festa riprese per l'interessamento di un Comitato e dal 1990 organizzate dalla nascente Associazione Sant'Andrea, che riprese l'antica tradizione di offrire ai cittadini la degustazione dei pesci, in onore di sant'Andrea, patrono dei pescatori.

#### Altre chiese
- Chiesa di Santa Lucia. La chiesa dedicata alla martire siracusana si trova in prossimità del cimitero cittadino. Ricostruita intorno al 1820, la costruzione della chiesa originaria si attribuisce alla fede religiosa di Basilio Scalas.
- Chiesa di San Cristoforo: ha pianta rettangolare e facciata a capanna con campanile a vela. Non si hanno dati certi relativi alla fondazione, i documenti più antichi consistono in alcuni Atti del consiglio comunale, in cui si riporta come già nel 1820 l'attuale chiesetta di San Cristoforo fosse utilizzata quale "bottega del chirurgo", luogo dove gli asseminesi si recavano per le estrazioni dentarie e altri piccoli interventi medici.
- Chiesa della Beata Vergine del Carmine
- Chiesa del Carmine

### Architetture civili

#### La casa campidanese
Assemini, come altri centri del Campidano, ha conservato numerosi esemplari di case tipiche campidanesi, caratteristiche dell'architettura e del saper costruire locale. Si tratta di ampie abitazioni, di cui si ha notizia già nel periodo giudicale le cui tecniche di costruzione e caratteristiche architettoniche hanno subito vari cambiamenti in seguito alle lunghe e diverse dominazioni della Sardegna, risentendo soprattutto di un'ancor evidente influenza spagnola i cui effetti saltano subito all'occhio, per via delle analogie estetiche (e non solo) tra le case campidanesi e le hacienda diffuse nelle ex colonie ispaniche dell'America Latina.
Queste abitazioni sono costruite con l'impiego di particolari mattoni crudi (in sardo làdiri dal latino later, "argilla") e sono riconoscibili per i caratteristici cortili centrali in cui erano presenti pozzi, forni e mulini necessari alla lavorazione del grano; in particolare nelle case campidanesi di Assemini i cortili erano attrezzati e utilizzati, già dal periodo della dominazione spagnola, per la lavorazione della ceramica: questa testimonianza fornisce un ulteriore elemento in comune con le haciendas, anch'esse non semplici abitazioni di residenza, ma attrezzati luoghi di lavoro e punti d'incontro di artigiani.
Sui cortili si affacciano (come anche nelle haciendas) grandi loggiati archeggiati o architravati (in sardo lollas, singolare lolla) in cui venivano anticamente svolte numerose attività quotidiane tipiche della cultura agro-pastorale e, cosa ancor più importante fungeva da corridoio d'accesso a tutte le camere della casa; questo particolare elemento aveva un ruolo fondamentale all'interno del contesto architettonico e veniva considerato essenziale in un'abitazione tanto da identificare con lo stesso termine lolla questa categoria di costruzioni abitative in sardo.
La maggior parte di queste costruzioni è a due piani: il piano terra era (o è ancora) destinato a uso abitativo; il primo piano invece era originariamente utilizzato per la conservazione dei raccolti e delle provviste che dovevano essere preservate dall'umidità; vi si accede tramite una botola dall'interno dell'abitazione principale.
All'esterno di ogni casa campidanese si trova un particolare grande portale ad arco a tutto sesto, che ha funzione di ingresso principale al cortile centrale e alla lolla.
Le case campidanesi sono considerate un patrimonio di grande valore storico e per questo tutelate dalle autorità competenti.

### Aree naturali
- Riserva di monte Arcosu

## Società

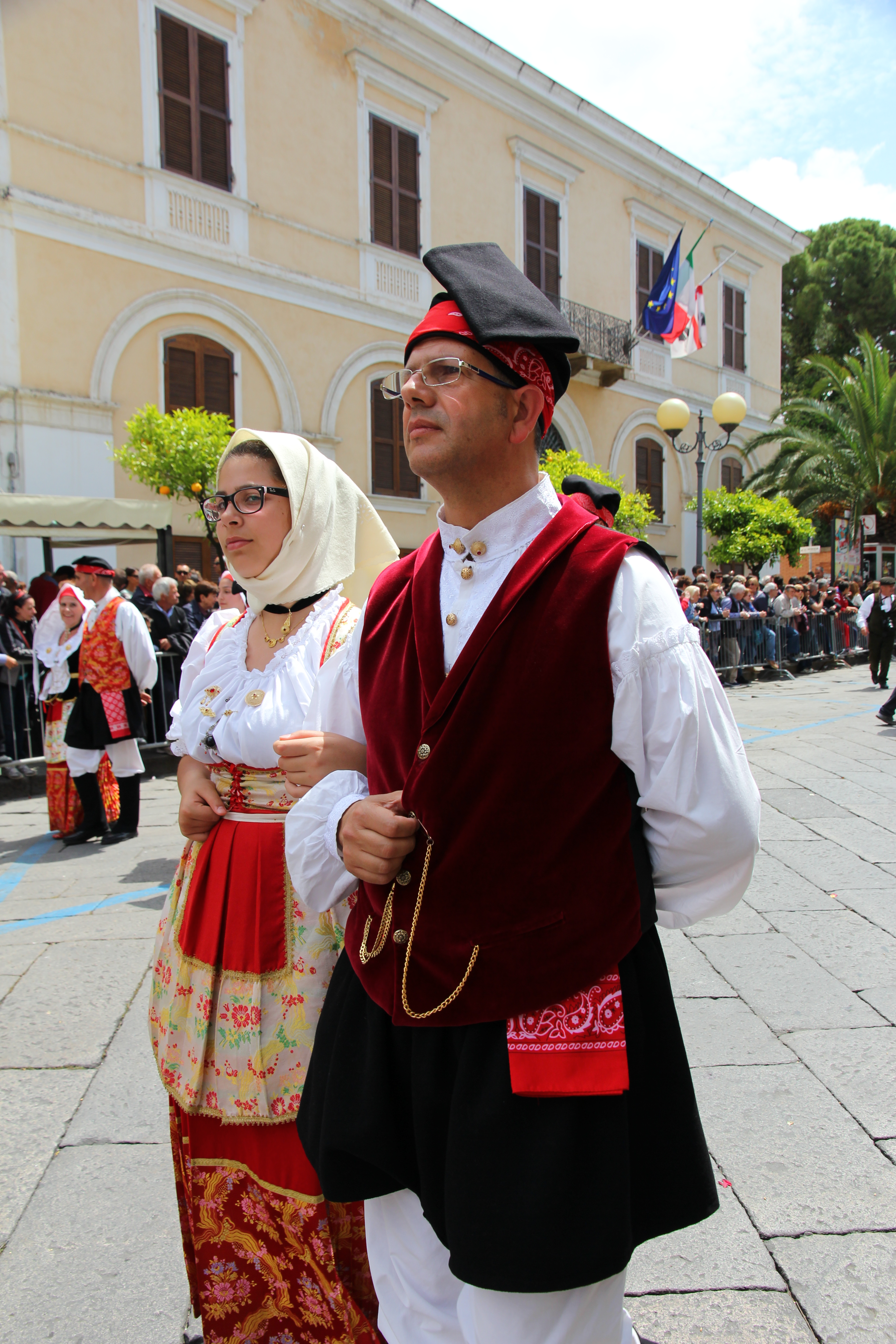
Abiti tradizionali

### Evoluzione demografica
Abitanti censiti

### Etnie e minoranze straniere
Al 31 dicembre 2019 la popolazione straniera ammontava a 930 individui, pari al 3,5% della popolazione totale. Le nazionalità principali erano:
- Romania 166
- Senegal 112
- Marocco 105
- Nigeria 99

### Lingue e dialetti
La variante del sardo parlata ad Assemini è il campidanese occidentale.

### Tradizioni

#### Ceramica

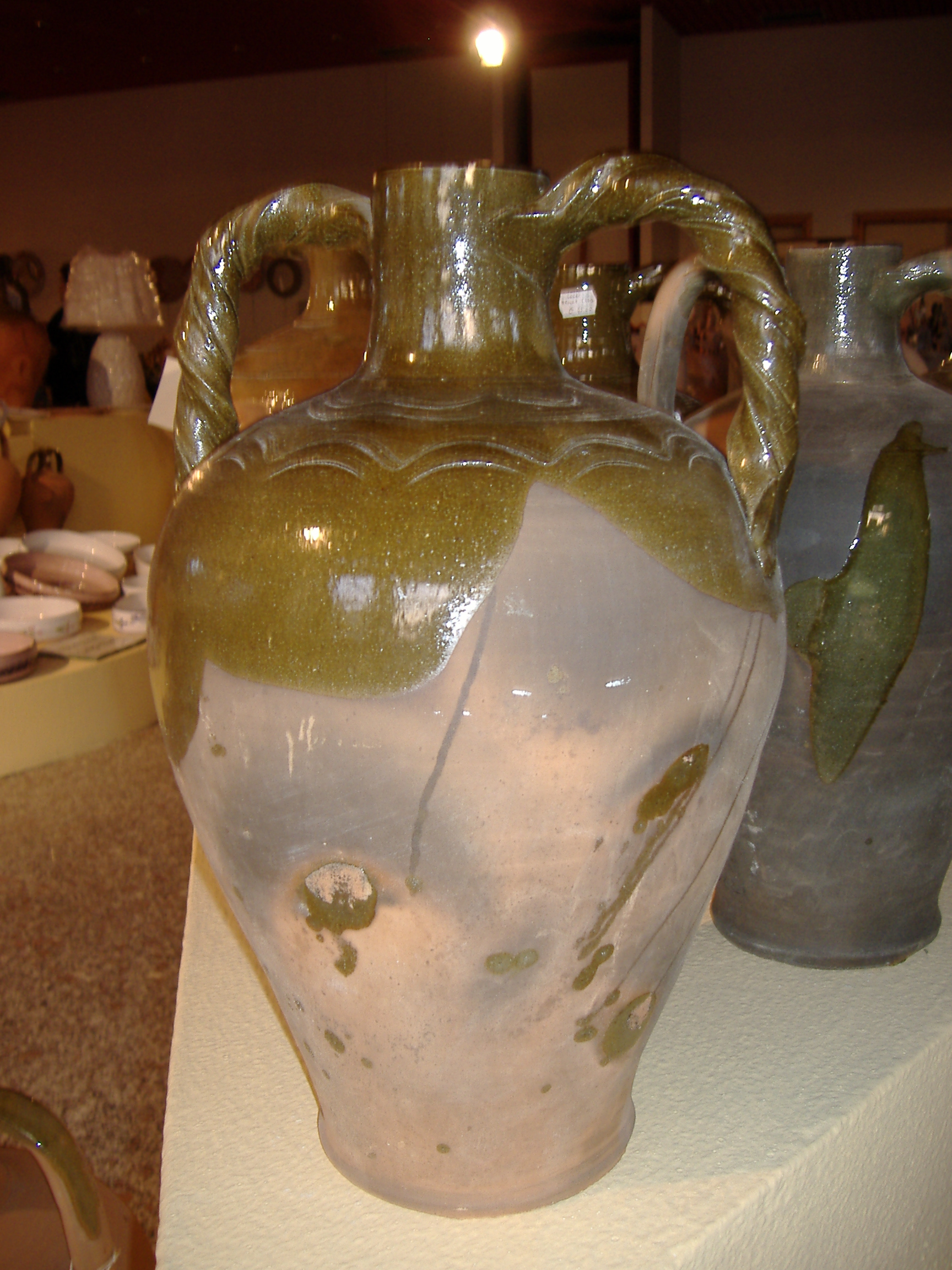
Una brocca, opera di un ceramista asseminese

Assemini è considerato "paese di antica tradizione della ceramica". I primi reperti, venuti alla luce nella zona di Sant'Andrea, i cui reperti di maggiore importanza e in numero più consistente possono essere datati tra la fine del III millennio a.C. cultura di Ozieri e la fine del V secolo a.C. È molto probabile che la cospicua produzione di ceramiche (prevalentemente casseruole, scodelle, tegami e brocche nonché manufatti ornamentali) avvenisse in particolari cortili detti (in sardo) "strexaius" (strexu è un pluralia tantum che significa appunto stoviglie) in cui si trovavano pozzi per l'estrazione dell'argilla alcalina di cui il territorio è particolarmente ricco, vasche per la decantazione e la levigazione, il tornio, tettoie per essiccare i manufatti e forni a legna in mattoni crudi di forma cilindrica (probabilmente di derivazione orientale). Durante il Medioevo corporazioni apposite, dette Gremi, disciplinarono le attività creativa e commerciale degli strexaius con statuti e regolamenti, onde imporre l'obbligo di non variare le forme e di non modificare i canoni fissati. Con l'avvento della dominazione spagnola che durò sino al XVIII secolo, gli strexaius furono compresi negli ampi cortili delle case campidanesi di cui ancora oggi rimangono ben conservate numerose testimonianze.
La tradizione della ceramica, così profondamente radicata nel territorio e negli asseminesi, trova la sua espressione anche nello stemma comunale che rappresenta, tra l'altro, un'antica anfora.
In epoca moderna ad Assemini si producono stoviglie ornamentali, arricchite di motivi naturalistici (spesso ispirati a modelli molto antichi) o geometrici, in rilievo o a graffito. La destinazione d'uso di questi prodotti artistici è diversificata in quanto una parte di questi, per quanto raffinati, è destinata all'uso quotidiano (soprattutto stoviglie).
Sebbene la foggia delle opere sia estremamente varia a seconda degli artisti, è possibile riscontrare nell'intera produzione numerosi elementi in comune che coinvolgono tanto i motivi decorativi quanto le tecniche di realizzazione: ciò conferisce alla produzione di ceramiche artistiche asseminesi uniformità e originalità in rapporto ad altre tradizioni.
Nel 1995 l'amministrazione comunale ha dato vita alla Mostra-mercato permanente della Ceramica Asseminese presso il "Centro Pilota per la Ceramica", uno spazio espositivo di circa 500 metri quadrati, nel quale possono essere ammirate molte opere dei più importanti ceramisti asseminesi.
Nell'estate 2007 l'amministrazione comunale, tramite il lavoro dell'Assessorato alle Attività Produttive, ha inaugurato la “Mostra permanente della ceramica d'arte” negli stabili attigui al sopra citato Centro Pilota.
La mostra racchiude oltre 250 pezzi unici di valore inestimabile che, nel corso di oltre 30 anni, il comune di Assemini ha acquistato al termine delle varie edizioni del Concorso Nazionale della Ceramica tenutesi nella cittadina.
Iniziative di pari livello sono riscontrabili, in ambito nazionale, in realtà come Faenza e Senigallia.

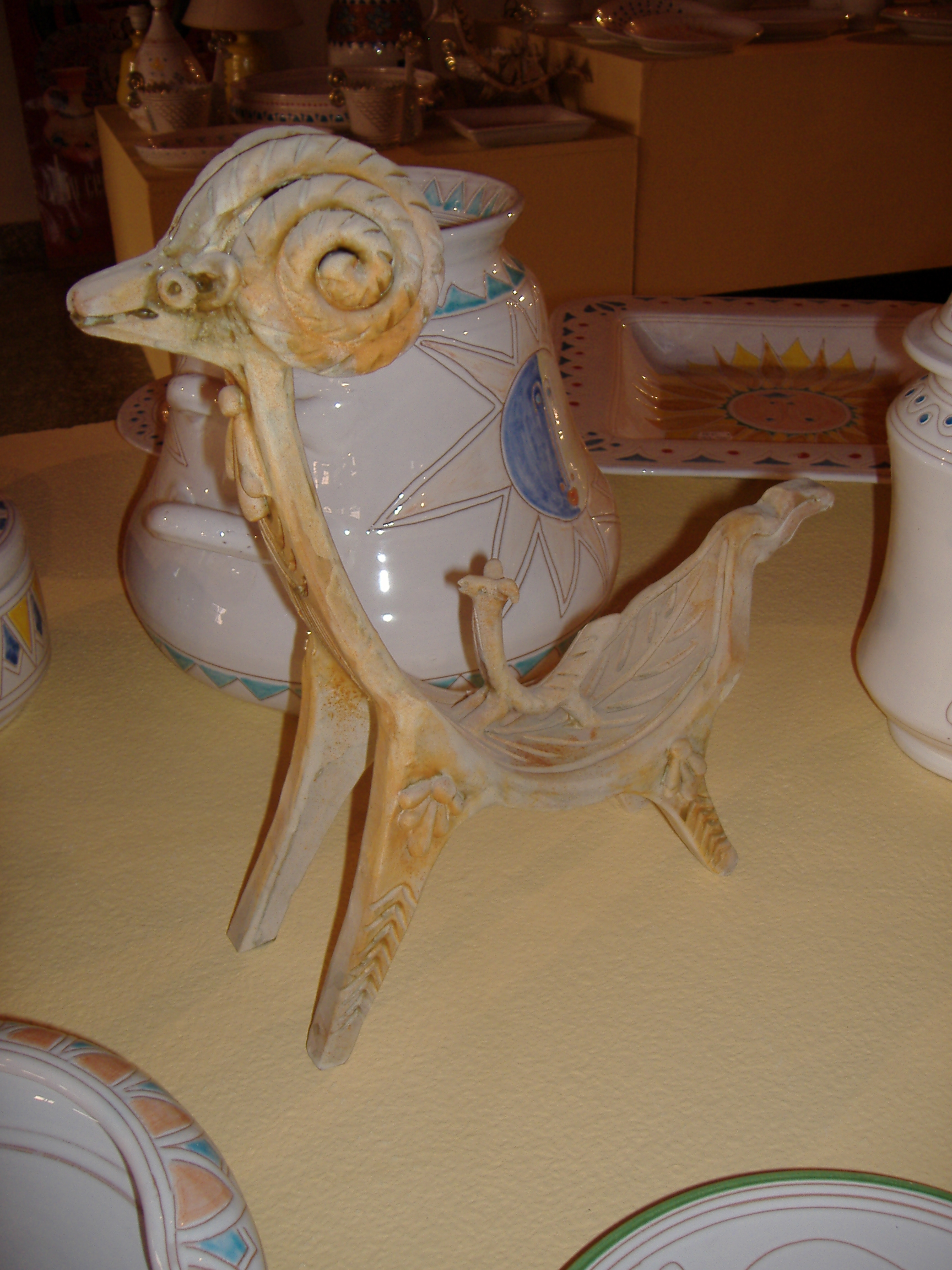
Ariete, opera di un ceramista asseminese
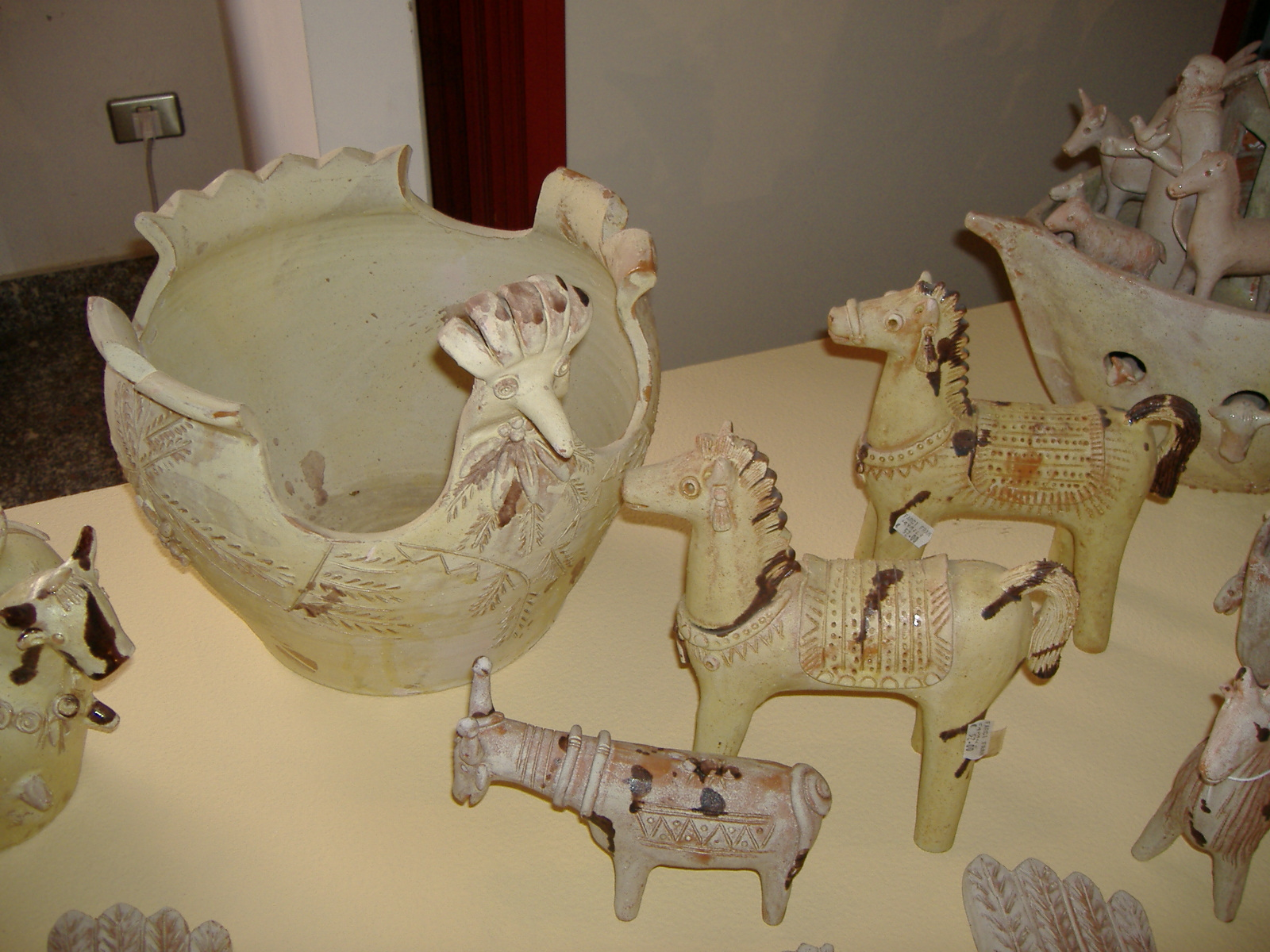
Riproduzioni di vari animali, opera di un ceramista asseminese
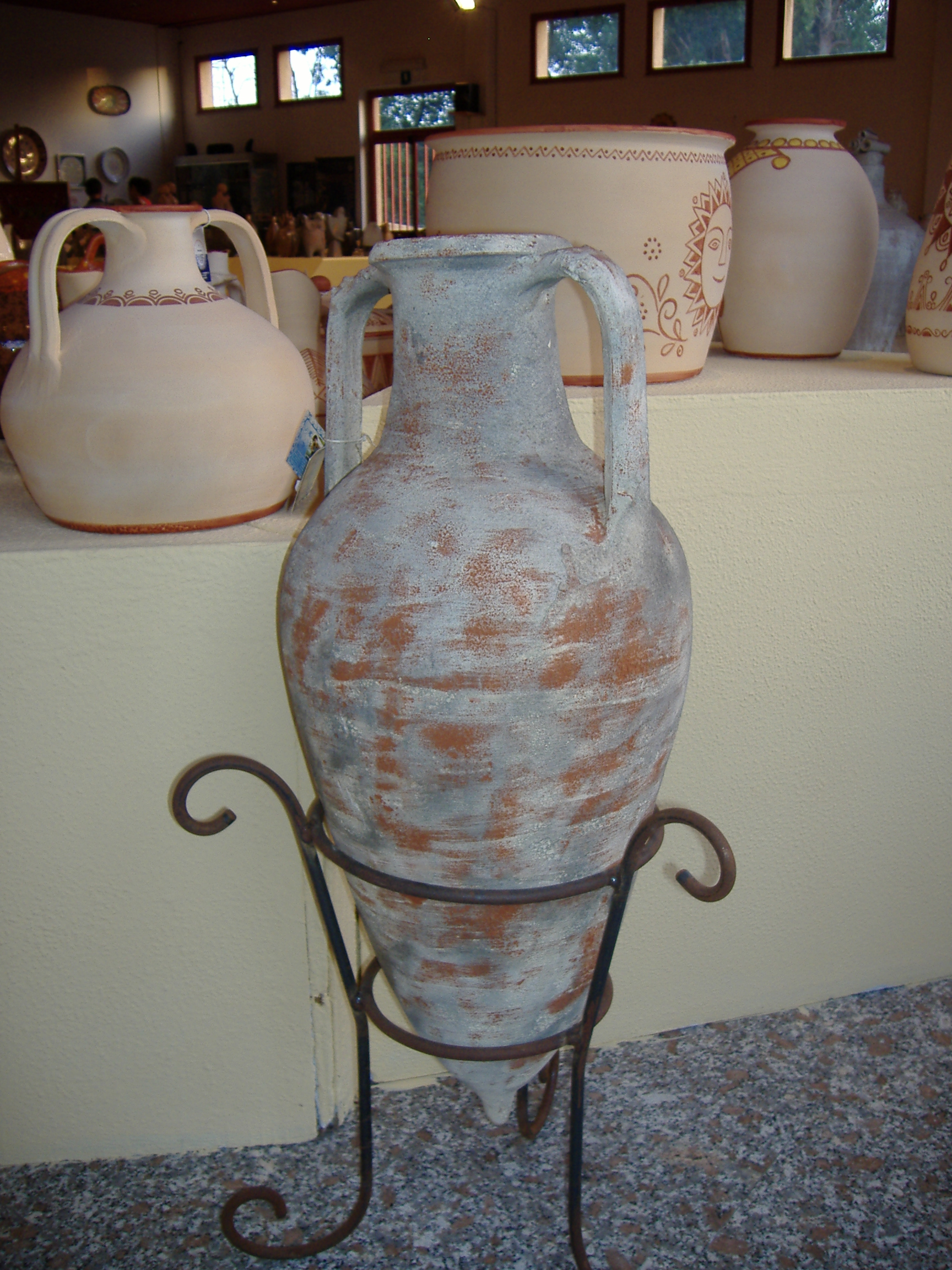
Una brocca, opera di un ceramista asseminese
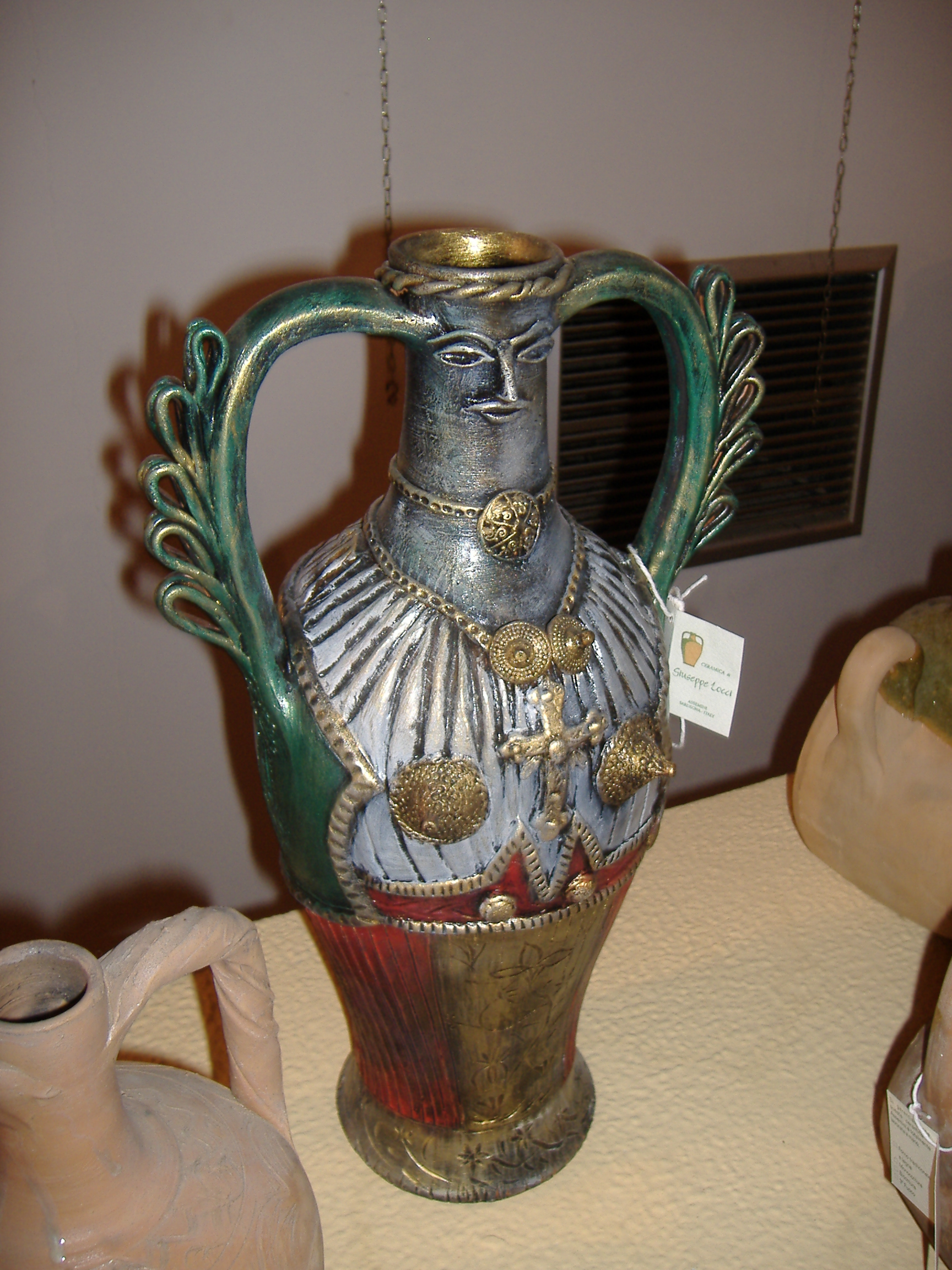
Una brocca con decorazioni tradizionali, opera di un ceramista asseminese
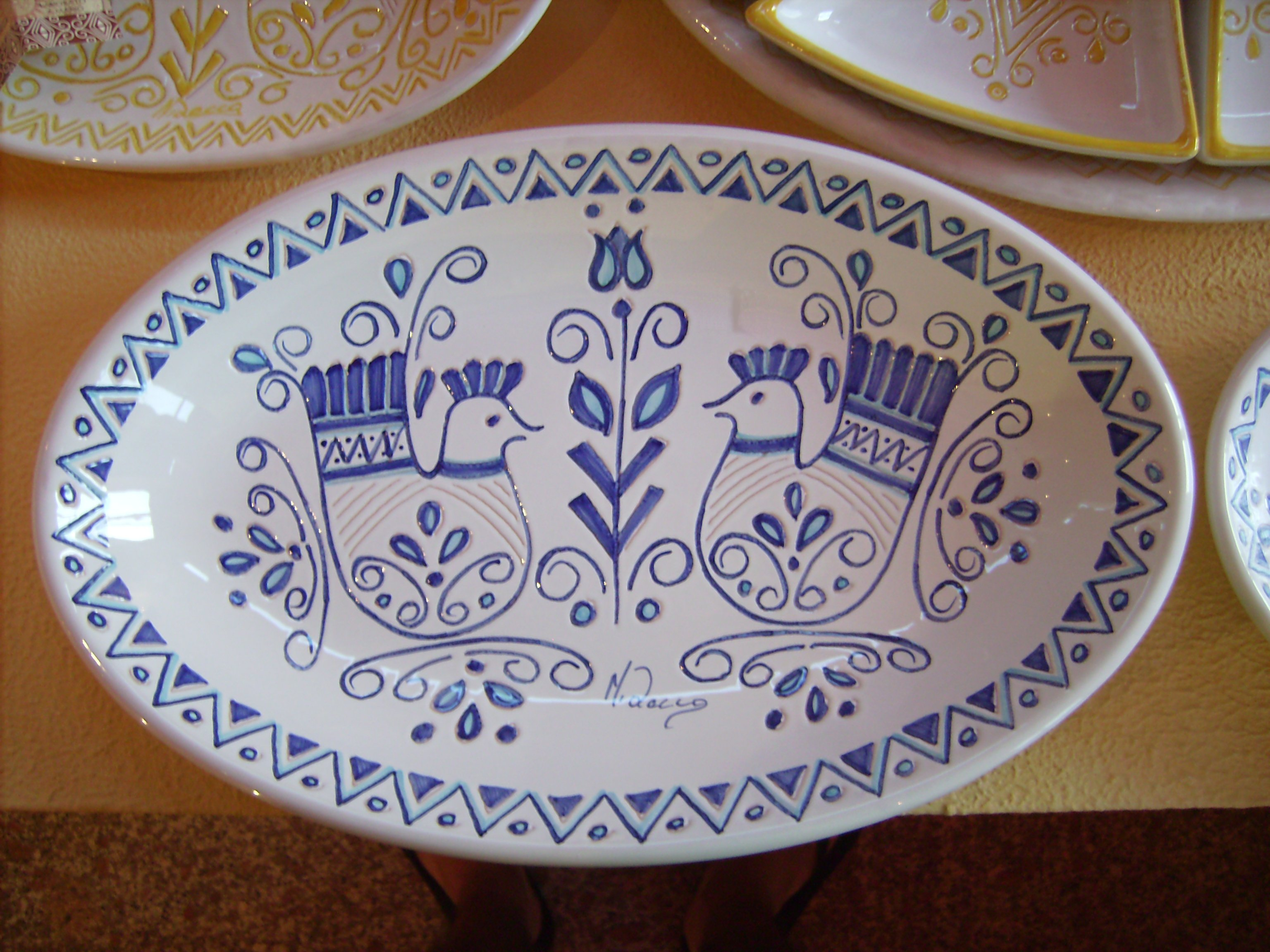
Piatto decorato con motivi naturalistici e geometrici, opera di un ceramista asseminese

## Cultura

### Istruzione

#### Scuole
Nella città sono presenti due circoli della scuola primaria (intitolati rispettivamente a Fedele Piras e al cavaliere asseminese Dionigi Scalas), una scuola secondaria di primo grado con due distinte sedi intitolate a Giovanni Pascoli e Costantino Nivola e un Istituto Tecnico superiore intitolato a Michele Giua.
L'unica scuola superiore presente è una sede staccata dell'Istituto Tecnico Industriale Michele Giua di Cagliari, a cui è associato anche un liceo scientifico delle scienze applicate.

#### Musei
- Museo Sonus de su Mundu: museo degli strumenti musicali tradizionali del mondo (Collezione Antonio Ghiani).
- Museo dell'Arte etnica internazionale: con la sezione maschere e mascheramenti del mondo, l'abito popolare italiano e internazionale e la sezione gioielli e strumenti musicali popolari.

### Cucina

#### Sa panada

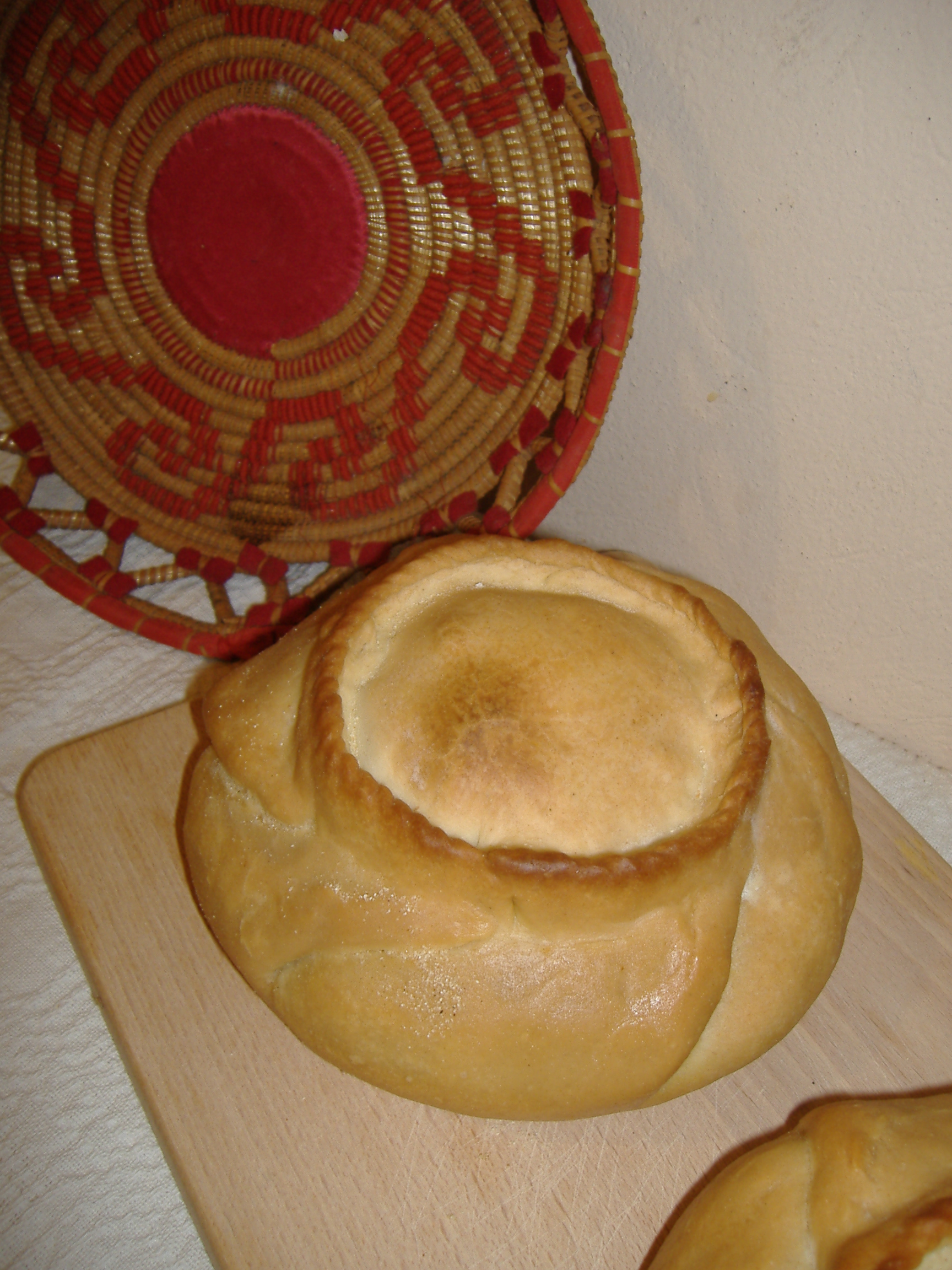
Sa panada, piatto tipico asseminese

Nella lunga e varia tradizione culinaria sarda Assemini si distingue per l'unicità e l'originalità di alcuni piatti, primo tra tutti la panada apprezzata e consumata, in alcune varianti, in tutta la Sardegna. Nella maggior parte dei casi la produzione e il consumo avvengono tuttora in ambito familiare e privato e le tecniche di preparazione tradizionali, custodite dalla memoria popolare, sono rimaste quasi invariate per secoli.
La panada, chiamata in sardo sa panada (plurale panadas), è un piatto unico costituito da un contenitore di forma circolare di pasta non lievitata ripieno chiuso da ricami a treccia (tradizionalmente realizzati senza l'ausilio di utensili) e successivamente cotto al forno.
La tradizione vuole che il ripieno sia di carne (d'agnello o capra) e patate o piselli, condite da zafferano, pepe, sale, olio d'oliva o strutto e pomodori secchi. La seconda e importante variante prevede il ripieno d'anguilla e patate a testimonianza dell'antica e intensa attività di pesca del comune ormai quasi scomparsa; in tempi più recenti vengono preparate panadas anche con piselli, melanzane o altre verdure e carni, ma tutte le varianti sono opzioni personali e al di fuori della tradizione popolare.

#### Il pane

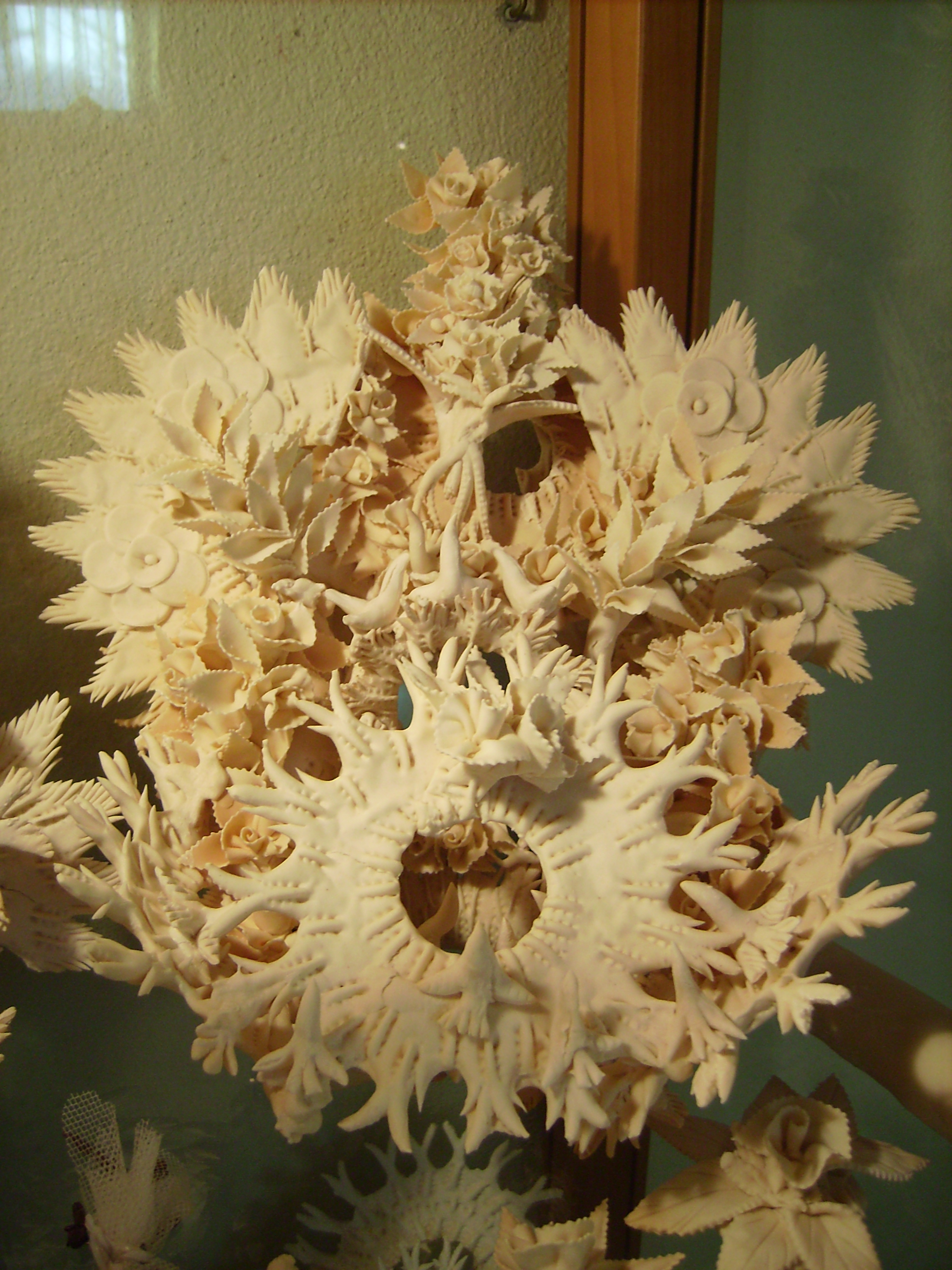
Su coccoi, un pane votivo asseminese

A differenza di quanto avviene nelle zone settentrionali dell'isola in cui il pane carasau è il tipo di pane più consumato in assoluto, ad Assemini, come nella gran parte della Sardegna meridionale si producono maggiormente altre varietà fra cui su maritzosu e su civraxiu. Nel paese un ruolo di spicco è ricoperto da su coccoi, una varietà di pane a pasta dura che viene preparato per il consumo giornaliero o per particolari occasioni e festività religiose in funzione di pani votivi.

## Geografia antropica
Il territorio comunale comprende anche l'isola amministrativa di San Leone, avente una superficie di 60,11 km².

## Economia
Assemini ospita gli stabilimenti di produzione della birra Ichnusa, e la Fluorsid, la più grande industria di lavorazione del fluoro a livello mondiale.

## Infrastrutture e trasporti

### Strade
Assemini è collegata ai comuni limitrofi principalmente tramite due strade: la SS 130 scorre immediatamente a nord dell'abitato e collega il centro con Cagliari, il suo hinterland e il Sulcis-Iglesiente, quest'ultimo raggiunto anche dalla SP2, che interseca l'abitato a est, e che consente inoltre il collegamento dell'abitato con la zona industriale di Macchiareddu e con la SS 131.

### Ferrovie

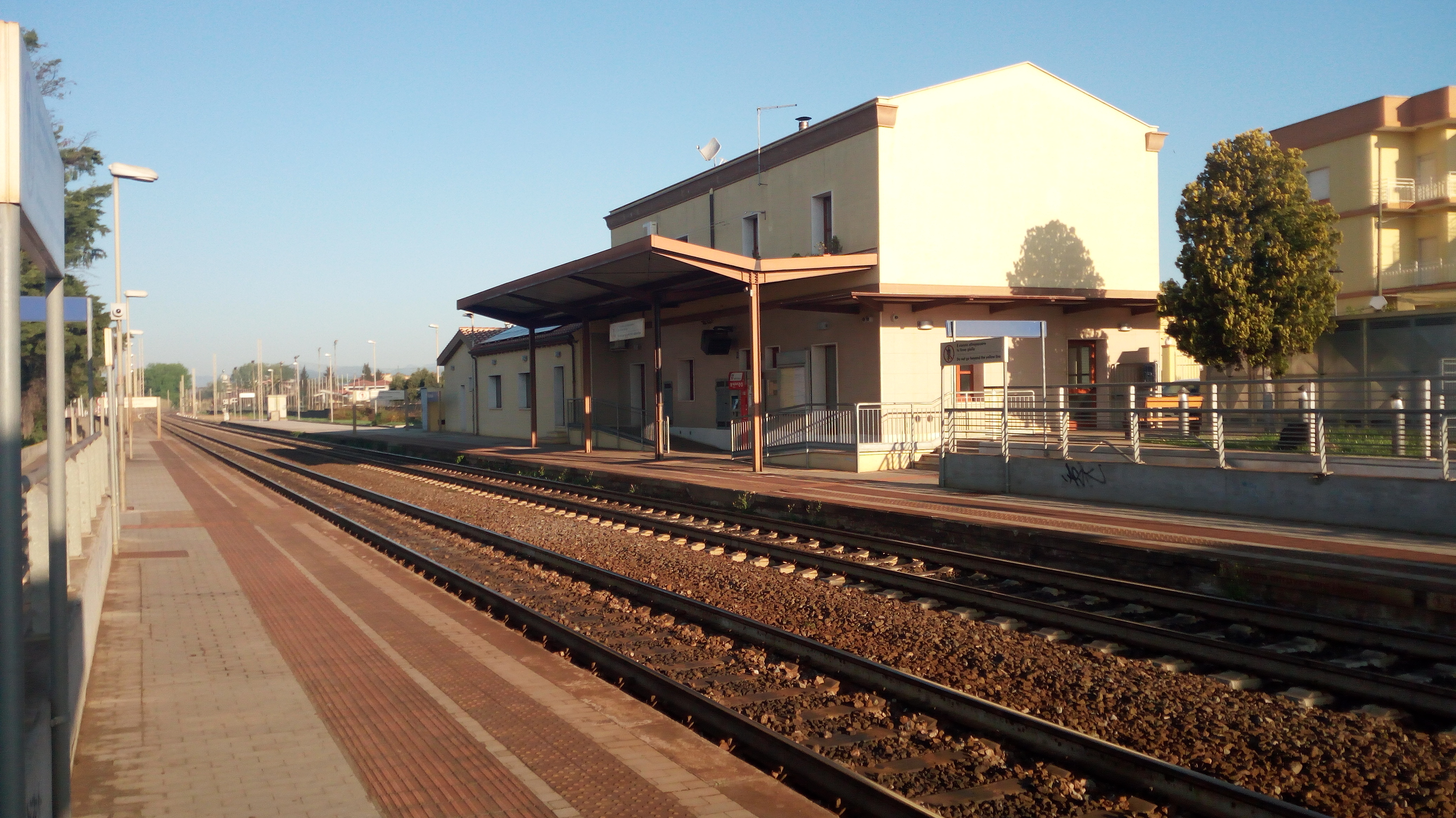
La stazione di Assemini

L'abitato è servito da 3 fermate ferroviarie situate lungo la ferrovia Cagliari-Golfo Aranci: stazione di Assemini, stazione di Assemini Santa Lucia e stazione di Assemini Carmine.
Le ultime sono impiegate per il solo servizio ferroviario metropolitano di Cagliari, mentre dalla prima è possibile raggiungere anche le altre destinazioni regionali servite da Trenitalia.

### Mobilità urbana
I servizi di autolinee dell'ARST e del CTM collegano Assemini con Cagliari e coi comuni limitrofi.

## Amministrazione

### Sindaci eletti a suffragio universale diretto (dal 1993)
| Nº  | Nome | Nome            | Mandato        | Mandato        | Partito                            | Coalizione  | Coalizione                          | Elezione      | Note   |
| Nº  | Nome | Nome            | Inizio         | Fine           | Partito                            | Coalizione  | Coalizione                          | Elezione      | Note   |
| --- | ---- | --------------- | -------------- | -------------- | ---------------------------------- | ----------- | ----------------------------------- | ------------- | ------ |
| 1   |      | Luciano Casula  | 6 giugno 1993  | 27 aprile 1997 | Partito Democratico della Sinistra |             | PDS-PRC-PSd'Az                      | Elezione 1993 | [ 11 ] |
| 2   |      | Paolo Mereu     | 27 aprile 1997 | 13 maggio 2001 | Forza Italia                       |             | Polo per le Libertà (FI-AN-CCD-CDU) | Elezione 1997 | [ 12 ] |
| 3   |      | Salvatore Nioi  | 13 maggio 2001 | 7 maggio 2002  | Indipendente di centro-sinistra    |             | L'Ulivo (DS-PPI-PRC-PSd'Az-Civiche) | Elezione 2001 | [ 14 ] |
| (1) |      | Luciano Casula  | 25 maggio 2003 | 15 giugno 2008 | Democratici di Sinistra            |             | L'Ulivo (DS-DL-SDI-PdCI)            | Elezione 2003 | [ 15 ] |
| (2) |      | Paolo Mereu     | 15 giugno 2008 | 10 giugno 2013 | Il Popolo della Libertà            |             | PdL-UdC-RS-FP-UDS-NPSI-PSd'Az       | Elezione 2008 | [ 16 ] |
| 4   |      | Mario Puddu     | 10 giugno 2013 | 24 giugno 2018 | Movimento 5 Stelle                 |             | M5S                                 | Elezione 2013 | [ 17 ] |
| 5   |      | Sabrina Licheri | 24 giugno 2018 | 26 luglio 2022 | Movimento 5 Stelle                 |             | M5S                                 | Elezione 2018 | [ 19 ] |
| -   |      | Bruno Carcangiu | 26 luglio 2022 | 12 giugno 2023 | Commissario                        | Commissario | Commissario                         | -             | [ 20 ] |
| (4) |      | Mario Puddu     | 12 giugno 2023 | in carica      | Indipendente di centro             |             | UdC-RS-Civiche                      | Elezione 2023 | [ 21 ] |

## Sport
- La principale squadra calcistica cittadina è la San Marco Assemini 80, nata dalla fusione tra A.S.D. Halley Assemini 1980 e la A.S.D. San Marco. Attualmente militante nel Campionato di Promozione sarda.
- Le società giovanili di calcio sono GSD, Gioventù Assemini, Aiace, A.S.D Halley Assemini 1980, Cooper Band
- Nel calcio a 5 la principale formazione cittadina è stata l'A.S.D. Assemini Calcio a 5 che nella stagione 2008-09 arrivò a disputare la serie A2 nazionale.
- Ad Assemini ha sede il centro sportivo Asseminello di proprietà del Cagliari Calcio[22].
- Ad Assemini risiedono l'associazione "Basket Santa Lucia" e il Gruppo Polisportivo Dilettantistico Assemini "Atletica e Triathlon".